# Charles Henry Gilbert

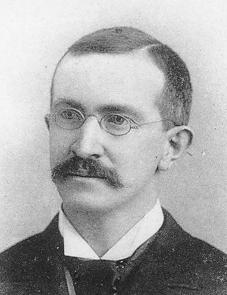
Charles Henry Gilbert, 1891

Charles Henry Gilbert [ 'gi- ] (* 5. Dezember 1859 in Rockford (Illinois); † 20. April 1928 in Palo Alto) war ein US-amerikanischer Ichthyologe.

## Leben
1883 schloss er sein Studium mit dem Ph.D. (dem ersten dort!) an der Indiana University in Bloomington bei David Starr Jordan (1851–1931) ab, mit dem er seit 1874 (in Indianapolis) freundschaftlich verbunden war. Er arbeitete zunächst als Assistent an der Indiana University (1880–84), dann als Dozent für Biologie an der University of Cincinnati (1884–89), für Zoologie wieder in Bloomington (1889–91) und danach als Zoologie-Professor an der Stanford University (Palo Alto, Kalifornien); 1925 ging er in Pension. 1880–1898 war er Mitglied der US-Fischerei-Kommission, 1909–27 Sachbearbeiter für Probleme der Lachs-Fischerei der USA. Auf dem US-Forschungsschiff „Albatross“ war er mehrmals, zuletzt 1902 (Hawaii) und 1906 (Japan), als Ichthyologe an der Erforschung des nördlichen Pazifiks beteiligt und beschrieb viele neue Arten (insgesamt 620), z. B. in The Deep-Sea Fishes of the Hawaiian Islands (1905).- Mit D. S. Jordan hatte er schon 1882 die Synopsis of the Fishes of North America (über Süßwasser- und Meeresfische) herausgebracht.- Sehr früh entwickelte Gilbert naturschützerische Vorstellungen und warnte bereits in den Zwanzigerjahren vor drohender Überfischung und Ausrottung der Oncorhynchus-Populationen.
Gilbert war eine scharf denkende und sehr korrekte Persönlichkeit. Es war daher beinahe unausweichlich, dass es zwischen ihm und dem ebenfalls sehr dezidierten Kapitän der "Albatross" auf der Hawaii-Fahrt vom Sommer 1902 zu vielfältigem, oft kleinlich anmutendem Streit kam, zumal das Schiff (wie die Fischerei-Kommission selbst) der US-Marine unterstand, die Wissenschaftler aber Zivilisten waren und über die Befehls-Hierarchie an Bord Unklarheiten herrschten. Darüber berichtet J.R. Dunn (s. weblink).